# VLIW
VLIW(Very Long Instruction Word의 약자)는 여러 opcode 필드가 있는 긴 명령어 하나에 독립적인 연산 여러개를 정의하고 이들을 한꺼번에 내보내는 명령어 구조 집합의 종류이다.

## 역사
VLIW 구조의 개념과 VLIW라는 용어는 1980년대 초에 조시 피셔가 예일 대학교의 자신의 연구 단체에서 발명하였다.